# رتق القناة الصفراوية
رتق القناة الصفراوية (بالإنجليزية: Biliary atresia)‏ هي حالة نادرة تحدث في الأطفال حديثي الولادة وغالباً ما تكون القناة المرارية في هذه الحالة مسدودة أو غير موجودة. وإذا لم تشخص الحالة أو لم تكتشف فسوف تؤدي إلي فشل كبدي لكنها لاتؤدي (كما يعتقد البعض) إلي يرقان نووي (بالإنجليزية: kernicterus)‏. وسبب هذه الحالة غير معروف. والعلاج الوحيد الفعّال لها هو التدخل الجراحي أو زراعة الكبد. وهو مرض يصيب الفتيات بنسبة أكبر من الذكور. وليس له علاقة بالتطعيمات و الأدوية التي تعطى أثناء الحمل.

## الأعراض
تظهر الأعراض غالباً بين الأسبوع الأول – السادس من الولادة, وتكون في ملف:
- يرقان (اصفرار العينين والجلد).
- براز طيني اللون.
- بول داكن اللون.
- انتفاخ البطن , وتضخم في الكبد.
- طول فترة اليرقان التي لا تستجيب للعلاج بالتعرض للضوء الصناعي (بالإنجليزية: phototherapy)‏.

## التشخيص
يمكن تشخيص المرض عن طريق زيادة البيليروبين في الدم (بالإنجليزية: hyperbilirubinaemia)‏. وعن طريق السونار علي الكبد ويتضمن التشخيص أيضاً أخذ عينة من الكبد.

## العلاج
إذا كانت الشجرة الصفراوية داخل الكبد غير مصابة، يمكن إعادة بناء المسالك الصفراوية خارج الكبد بالعمليات الجراحية. تسمى هذه الجراحة إجراء كاساي (بعد الجراح الياباني الذي طوّر الجراحة الدكتور موريو كاساي).
إذا كان الرتق كامل تكون زراعة الكبد الخيار الوحيد.